# Hogi’s Family … eine total stachelige Angelegenheit
Hogi’s Family … eine total stachelige Angelegenheit (Alternativ: Ein Igel namens Hogi) ist eine österreichische Tierkomödie des Regisseurs und Produzenten Kurt Mündl aus dem Jahr 2009. Der Film wurde von wald.zeit Österreich – Plattform für Waldkommunikation und dem österreichischen Lebensministerium unterstützt.

## Handlung
Der Film erzählt die Lebensgeschichte des Igels Hogi, der im Herbst von der alten Hanna gerettet wird, welche im Film als „Igelfrau“ bezeichnet wird, da sie es sich zur Aufgabe gemacht hat, kleine, verwaiste Igel zu pflegen und aufzuziehen. Als sie jedoch einmal vergisst, die Balkontüre zuzumachen, folgt Hogi dem Ruf der Natur. Er lernt neue Freunde kennen und muss mit vielen Problemen kämpfen.

## Produktion
In über zwei Jahren Drehzeit begleiteten Universum-Regisseur Kurt Mündl rund 20 Igel, die sich als Hauptdarsteller im Film abwechselten. Alle Tieraufnahmen sind echt und in freier Wildbahn gedreht worden. Einzig einige wenige Szenen wurden mittels Computeranimation nachbearbeitet.
Aus dem Rohmaterial an Naturaufnahmen, aus denen der Kinofilm entstanden ist, wurde unter seiner Regie auch die Folge Das Jahr des Igels der Universum-Fernsehserie zusammengeschnitten. Hierbei handelt es sich um eine reine Naturdokumentation ohne aufgesetzte Kindergeschichte und CGI-Effekte.

## Kritik
Christina Krisch schrieb am 21. Oktober 2009 in der Kronen-Zeitung, dass dem international gefeierten Filmemacher Kurt Mündl eine höchst unterhaltsame Symbiose aus frecher Spielfilmkomik und prächtigem Naturschauspiel gelungen sei.

„Lustig und beherzt, mit einer eigenen Erzählerstimme für Hogi – nämlich jene von Alf-Sprecher Tommi Piper –, wird hier das Leben eines Igels kindergerecht aufbereitet und auf erfrischend neue Weise aus der Igelperspektive erzählt. Zahlreiche schöne Aufnahmen, darunter viele kunstvolle Zeitraffer-Sequenzen, erlauben einen ungewohnten Einblick in die heimische Natur, lassen uns in romantische Bergwelten, Hochmoore und Wälder eintauchen und erwecken auch in so manchem Erwachsenen Kindheitserinnerungen. Der deutsche Naturschutzbund hat den Igel zum Wildtier des Jahres 2009 gewählt – und dies ist der Film dazu!“

„Ein Hauch Tiefsinn – Mit viel Geduld wurde zweieinhalb Jahre lang gedreht, herausgekommen ist ein einfach aussehender, aber doch komplexer, liebevoller und amüsanter Einblick in das Leben des scheuen Wildtieres samt seinen Problemen, etwa dass sie durch die Einengung ihres Lebensraums immer mehr in die Nähe des Menschen und dadurch in akute Gefahr geraten.“